# Robert Edge Pine
Pour les articles homonymes, voir Pine.
Robert Edge Pine, né en 1730 à Londres et mort le 18 novembre 1788 à Philadelphie, est un peintre britannique.
Il était le fils de John Pine (en), graveur, et probablement son élève. En 1784, il s'établit aux États-Unis.

## Images

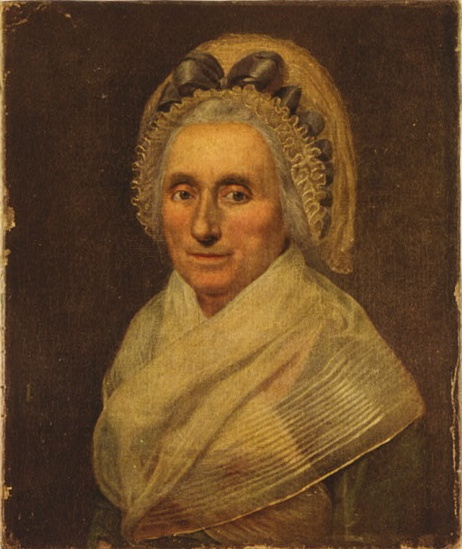
Portrait de Mary Ball Washington en 1786.
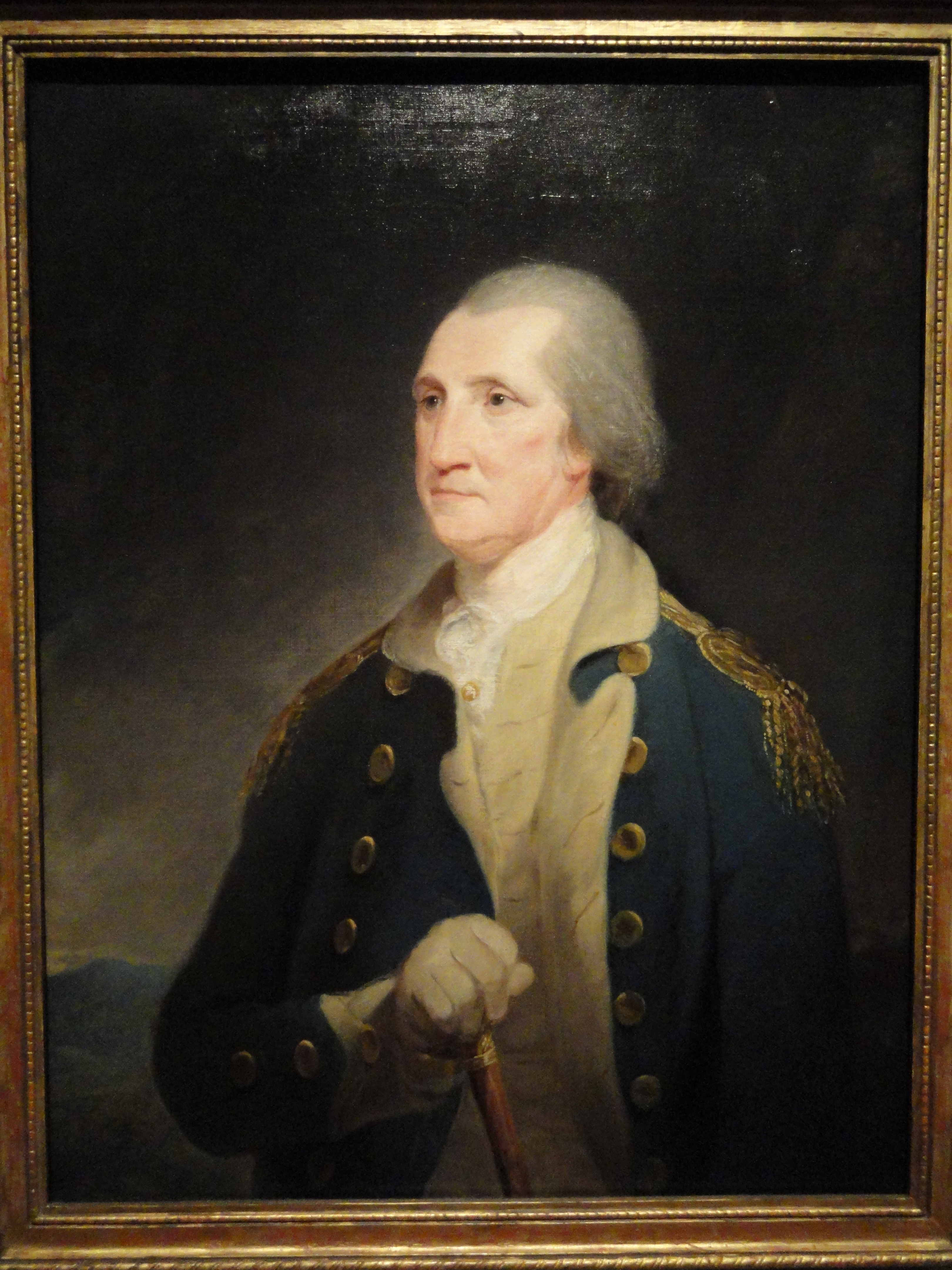
George Washington
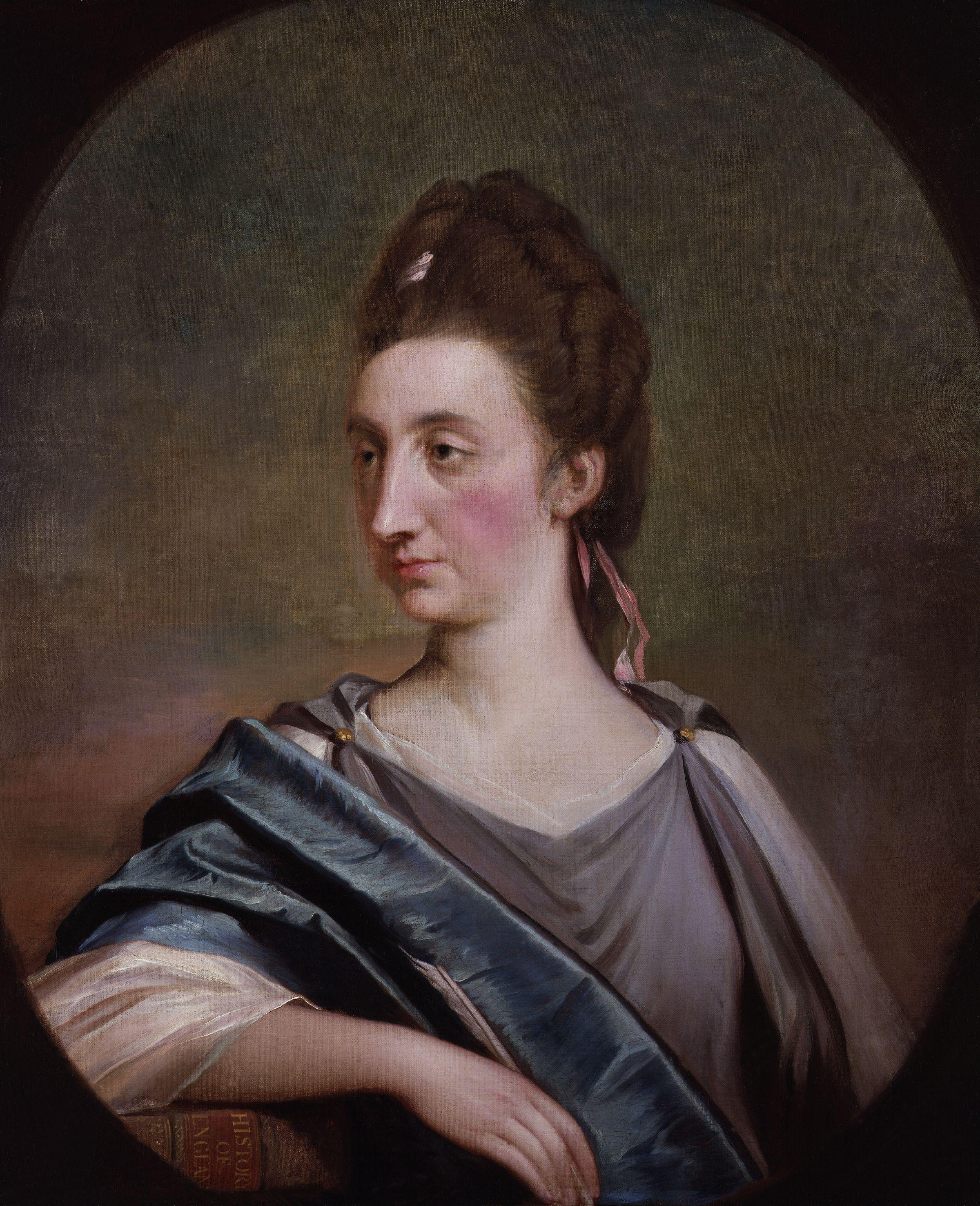
Portrait de Catharine Macaulay, historienne anglaise.
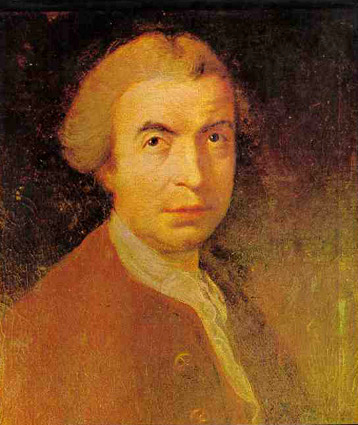
Ruđer Josip Bošković, mathématicien, ingénieur, poète, né à Dubrovnik.
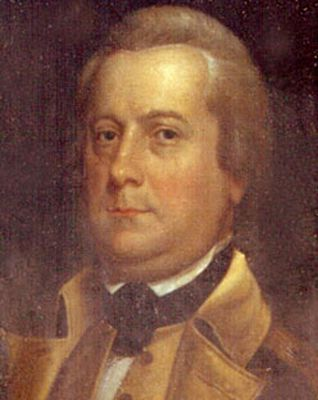
Portrait du Général William Irvine.
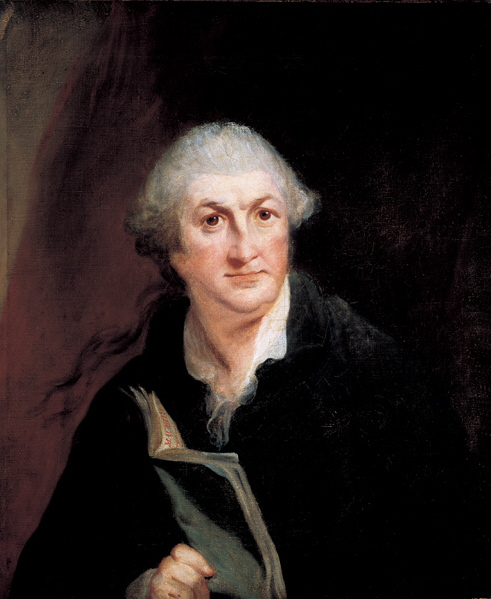
David Garrick.